# Venus, Constanța
Venus este o localitate componentă a municipiului Mangalia din județul Constanța, Dobrogea, România. Clasificarea sa administrativă ca "sat" este o greșeală din punct de vedere geografic deoarece stațiunea nu este o localitate permanent locuită, ci doar un cartier (stațiune balneoclimaterică) al municipiului Mangalia. Este situată la 3 km nord de Mangalia.